# Totempo HvIK
Totempo HvIK var et dansk ishockeyhold, der i perioden 2007–09 fungerede som eliteoverbygning på Hvidovre Ishockey Klub, og som i sæsonerne 2007-08 og 2008-09 deltog i den bedste danske ishockeyliga, AL-Bank Ligaen. Holdet var navngivet efter hovedsponsoren, vejhjælpsfirmaet Totempo.
I sæsonen 2007-08 opnåede holdet sit bedste resultat, da det blev slået ud i kvartfinalen med 4-3 i kampe af de senere vindere af turneringen, Herning Blue Fox. Året efter kvalificerede holdet sig igen til slutspillet, men hovedspnsoren Totempo kom i økonomiske problemer og kunne ikke opfylde sine forpligtigelser over for ishockeyholdet. Det medførte, at klubben den 26. januar 2009 blev erklæret konkurs og derfor måtte trække sig fra turneringen, hvor man ellers havde kvalificeret sig til det øverste mellemspil og dermed var garanteret en plads i kvartfinalerne. Karsten Arvidsen var klubbens træner, mens Leif Thomsen var assistenttræner.
Året efter opstod en ny eliteoverbygning på Hvidovre Ishockey Klub under navnet Hvidovre Ligahockey.